# Gerechtigheidsbuste

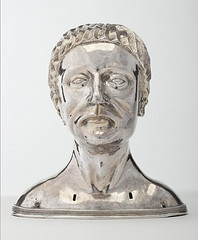
Het zilveren gerechtigheidshoofd bewaard in het Gruuthusemuseum

Een gerechtigheidshoofd of gerechtigheidsbuste was een kunstwerk dat als straf werd gemaakt op kosten van een veroordeelde en die aan de veroordelende overheid werd overhandigd.

## Geschiedenis
Vanaf de 14de eeuw zijn dergelijke bustes of hoofden bekend. De afbeelding beperkte zich vaak tot maskers of hoofden, bij uitzondering was het een volledige buste.
De bekende voorbeelden werden uitgevoerd in brons of in ijzer. Een enkel voorbeeld (zie hierna) werd in het zilver uitgevoerd.
Willem van der Schage werd in 1481 door de Gentse magistraat verbannen uit het graafschap Vlaanderen. Toen hij in een schuilplaats ontdekt werd in Brugge, werd hij opnieuw gestraft door het verplicht leveren van twee bronzen hoofden, het eerste om te plaatsen op de gevel van het Gentse schepenhuis en het tweede om tentoon te stellen in de vergaderzaal van de schepenen. 
Pieter De Weert, inwoner van Veurne Ambacht, werd in 1499 veroordeeld, nadat hij ermee gedreigd had gerechtelijke ambtenaren door het raam te gooien. Hij moest een bronzen hoofd betalen, die nog steeds bewaard wordt in het stadhuis van Veurne.
Nog in 1691 werd op de Smedenpoort in Brugge een ijzeren hoofd geplaatst, die de terdoorveroordeelde verrader Frans Van der Straeten voorstelde. Het bleef er uitgesteld tot in 1801. Het wordt bewaard in het Gruuthusemuseum.
De permanente tentoonstelling van deze hoofden diende als voorbeeld ter afschrikking.

## Zilveren gerechtigheidshoofd
In 1464 werd Pieter van der Gote, inwoner van Dudzele, door de vierschaar van het Brugse Vrije verbannen uit Vlaanderen. Hij werd tevens veroordeeld om een zilveren hoofd te doen maken op zijn kosten. Het is op vandaag het enige bekende gerechtigheidshoofd in zilver in de Nederlanden en het wordt bewaard in de collecties van de stad Brugge.
Het hoofd (de buste eigenlijk) werd gemaakt door de Brugse juwelier Jan van der Toolne. Het beeldje meet 17,50 cm en heeft de realistische gelaatstrekken van een man. Ter hoogte van de sleutelbeenderen zijn er twee rechthoekige gaten van ongeveer één centimeter en lager zijn er twee perforaties. Er was ook een klein zilveren buisje, vastgemaakt aan de buste, waarbinnen zich een tekst bevond die de bestaansreden van de buste uitlegde en de reden voor de bestraffing meedeelde.

## Gerechtigheidshand of -vuist
Het maken en leveren van hoofden was niet de enige straf die men oplegde, er werden ook soms gerechtigheidshanden geëist.
In Brugge wordt in het Gruuthusemuseum een gerechtigheidsvuist bewaard die dateert uit 1416-1417 en die, zoals het hier bewaarde hoofd, uitzonderlijk in het zilver werd vervaardigd. Aan wie het maken en leveren van deze vuist als straf werd opgelegd is niet bekend.
In 1504 werd de Zedelgemnaar Cornelis Jacobszoon veroordeeld omdat hij zich had vergrepen aan de klerk van de vierschaar van het Brugse Vrije Simon de Commanderere. De slotenmaker Michel Villars werd betaald voor het leveren van een ijzeren vuist, die in de zaal van de vierschaar werd geplaatst van het Brugse Vrije. Wat later werd de vuist verzilverd door de schilder Joris de Meyere. 
In 1514 werd Lieven Mulaert verbannen voor vijftig jaar door de Raad van Vlaanderen. Hij had de stok van de baljuw gegrepen en hem in drie stukken gebroken. Hij had ook geschopt tegen het been van de baljuw en een van zijn medewerkers met een mes verwond. Hij werd verplicht een bronzen vuist te schenken, die vervolgens in het Gravensteen in Gent werd geëxposeerd. Zoals bij alle andere gekende exemplaren gaat het om een vuist van de rechterhand.